# زیردریایی یو-۲۲۶
زیردریایی یو-۲۲۶ (به انگلیسی: German submarine U-226) یک زیردریایی بود که طول آن ۶۷٫۱ متر (۲۲۰ فوت ۲ اینچ) بود. این زیردریایی در سال ۱۹۴۲ ساخته شد.